# Doliops santossilvai
Doliops santossilvai es una especie de escarabajo del género Doliops, familia Cerambycidae. Fue descrita científicamente por Barševskis en 2017.
Habita en Filipinas. Los machos y las hembras miden aproximadamente 13,3 mm. El período de vuelo de esta especie ocurre en los meses de junio y julio.